# Mostra de Vins i Caves de Catalunya
La Mostra de Vins i Caves de Catalunya és organitzada per l'INCAVI, des de l'any 1980, pels volts de la Festa Major de Barcelona. És una galeria de vins i caves on el consumidor pot degustar les elaboracions de les diferents denominacions d'origen vitivinícoles de Catalunya. Aquesta mostra va néixer amb la voluntat d'acostar els vins i caves als consumidors, i per aquest motiu no té un emplaçament fix, sinó que s'ubica en els espais que més public congreguen.